# گئورگی پلخانف

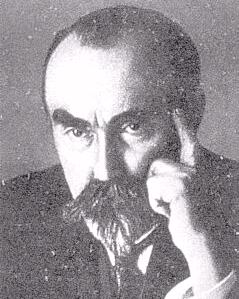
فیلسوف و نظریه‌پرداز مارکسیست روس

گئورگی والنتینوویچ پْلِخانف (به روسی: Георгий Валентинович Плеханов) (زاده ۱۸۵۶ – درگذشته ۱۹۱۸) فیلسوف و نظریه‌پرداز مارکسیست روس، بنیان‌گذار جنبش مارکسیستی در روسیه و برای سال‌های متمادی، نماینده و مدافع اصلی آن بود. او همچنین از بنیان‌گذاران حزب سوسیال دموکرات کارگری روسیه بود و بعد از انشعاب حزب در سال ۱۹۰۳، او از بلشویکها (حزب اکثریت) حمایت کرد، اما همواره سعی در ایجاد اتحاد بین دو حزب داشت.
پلخانف معتقد بود که جوامع بشری به ویژه جامعه روسیه برای پیاده کردن موفقیت‌آمیز مارکسیسم هنوز «نارس» بوده و سرمایه‌داری باید ابتدا رشد کند تا سوسیالیسم ممکن گردد و از همین رو با دولت شوروی مخالف بود. مهم‌ترین آثار او عبارتند از: «آنارشیسم و سوسیالیسم»، «تاریخ از نگاه یکتاشناسان»، «تاریخ ماتریالیسم»، «حقایق منطقی»، «اهمیت مطالعه تاریخ از نظر تحولات اندیشه»، «نقش فرد در تطور تاریخ» و آخرین تألیف او «مسائل اساسی مارکسیسم».

## آثارِ ترجمه‌شده به فارسی
- گئورگی پلخانف (۱۳۸۱)، مسائل اساسی مارکسیسم و مقالات دیگر، ترجمهٔ پرویز بابایی، نشر آزادمهر، ص. ۳۱۹ صفحه، شابک ۹۶۴-۹۳۶۴۴-۶-۳
- گئورگی پله خانوف، درباره ادبیات، ترجمهٔ منوچهر هزارخانی، رواق، ص. ۱۹۰ صفحه
- گ. و. پلخانف، هنر و زندگی اجتماعی، ترجمهٔ منوچهر هزارخانی، آگاه، ص. ۱۰۲ صفحه
- گ. و. پلخانف، نقش شخصیت در تاریخ؛، ترجمهٔ خلیل ملکی

## مرگ
پلخانف در طول زندگی خود به‌طور گسترده‌ای در مورد ماتریالیسم تاریخی، تاریخ فلسفه ماتریالیستی، در مورد نقش توده‌ها و فرد در تاریخ نوشت. پلخانف همیشه اصرار داشت که مارکسیسم یک آموزه ماتریالیستی است نه ایدئالیستی و این‌که روسیه باید قبل از سوسیالیست شدن، از یک مرحله توسعه سرمایه‌داری عبور کند. وی همچنین در مورد رابطه پایگاه و روبنا، نقش ایدئولوژی‌ها و نقش هنر در جامعه بشری نوشت. از او به‌عنوان یک متفکر مهم و پیشگام مارکسیستی در چنین مواردی یاد می‌شود.
سرانجام پلخانف در سن ۶۱ سالگی در ۳۰ می ۱۹۱۸ براثر بیماری سل در شهر زلنوگورسک، سن‌پترزبورگ درگذشت.